# Christian Rasmus Otterstrøm
Christian Erasmi (Rasmus) Otterstrøm (født 6. juli 1795 i København, død 15. maj 1876) var en dansk sagfører, bankkasserer og politiker. 
Otterstrøm tog i en meget ung alder dansk-juridisk eksamen i 1812 og blev i 1814 fuldmægtig på amtskontoret i Viborg. I 1820 fik han stilling som prøveprokurator, fra 1822 som overretsprokurator, ved landsoverretten i Viborg. I 1825 blev hans advokatvirksomhed udvidet til at omfatte alle underretter i Jylland, hvilket var bemærkelsesværdigt for en jurist uden den egentlige embedseksamen. 
Nationalbanken i København, hvis direktør fra 1835 til 1856 var L.N. Hvidt, benyttede ham ofte, og i 1837 blev han bankkasserer ved den nyoprettede afdeling i Århus (Filialbanken). Gennem de følgende 20 år var han den ledende kraft ved det bankinstitut, som holdt næsten hele Jyllands pengeomsætning og kreditforhold i sin hånd og derved hjalp udviklingen frem på såvel handelens som ejendomsforholdenes område. 

## Politisk karriere
I Jylland vandt han en sådan anseelse, at han i 1834 blev valgt til stænderdeputeret for Viborg og i 1841 for Aalborg og Hjørring. Han var som nationalliberal forkæmper for en ny forfatning, og han blev derfor i 1848 valgt af Århuskredsen som medlem af den grundlovgivende rigsforsamling. Han hørte til de toneangivende liberale, stemte for almindelig valgret og var medlem af finansudvalget. I de følgende 3 år valgtes han som medlem af Folketinget, men lod sig fra 1852 ikke genopstille. Han var næstformand i Folketinget og sad i finansudvalget i denne periode. 1856-57 var han medlem af rigsrådet. 

## Krigsårene 1848-50 – Nationalliberale tillidsmænd i Jylland 1848-50
Af nogle bevarede breve fra krigsårene tegnes et billede af 2 sagførere og nationalliberale politikere og den særlige opgave, som de fik pålagt under 3-årskrigen. 
Modtageren af brevene var ejeren af Moesgård hovedgård (nu museum), Christian Dahl, som var indsat som konstitueret amtmand i Skanderborg. Christian Otterstrøm var i disse år først "politisk kommissær", dvs. først var han adjungeret stiftamtmanden, senere blev han formelig konstitueret som stiftamtmand i Århus. 
Begge var blevet indsat af Orla Lehmann under en rejse, han som regeringskommissær foretog i Jylland i april-maj 1848, og begge erstattede de embedsmænd, der i den akutte situation, hvor Jylland militært var rendt over ende, ikke havde regeringens tillid. Lehmann og med ham regeringen følte sig mere tryg ved at vide lokaladministrationen i hænderne på håndfaste og pålidelige partifæller. Dahls og Otterstrøms nationalliberale sindelag havde allerede for år tilbage bragt dem frem blandt partiets jyske ledere.
Otterstrøm tog ret lidenskabsløst på den vanskelige situation. Hans væsentligste hovedpine er kontributionerne (tvangsleveringerne) til fjenden, både at få dem inddrevet og at få dem af sted samtidig med at han oprigtigt håber, at det skal lykkes helt at undgå at sende noget.
Århus havde været besat af fjenden 10-12. maj 1848 og igen i 1849, og før general Wrangels tropper trak sig tilbage, var Århus amt blevet afkrævet leverancer af heste og proviant for 40.000 rdl. Bl.a. skulle bagerne i Århus levere brød til fjendens tropper og amtet sørge for transporten, som kunne andrage 25 vogne på en enkelt dag, hver med 100 brød. 
Pengekrisen i 1857, som medførte et tab for bankkontoret i Århus på 200.000 rdl. udøvede en så nedbrydende virkning på ham, at han efter en længere sygdomsperiode i 1857-58 tog sin afsked i 1859 og flyttede til København. Her tilbragte han et stille otium indtil sin død som næsten 81-årig.

## Personligt liv
Gift 19. april 1821 i Viborg med Agnete Marie Elisabeth Blom (10. februar 1801 i Randers – 16. februar 1883 i København, begr. Frederiksberg); datter af amtmand Emanuel Blom og Charlotte Christiane von Ahrenstorff. 
Christian og Agnete fik 17 børn: Emmanuel (1821), Erasmine Charlotte (1822), Cathinca Marie (1824), Niels Preben (1825), Carl Aage (1827), Marie Elisabeth (1828), Hans Jørgen (1829), Henrik Johan (1830), Francisca Augusta (1832), Christian (1833), Marinus (1835), Marie Elisabeth (Elise) (1836), Emma (1838), Carl Erasmi Otterstrøm (1839), Theodor (1840), Cornelia (1843), Lauritz Nicolai Hvidt (1846).
Han er begravet på Frederiksberg Ældre Kirkegård.